# ジョーカー:フォリ・ア・ドゥ
『ジョーカー：フォリ・ア・ドゥ』（原題：Joker: Folie à Deux）は、2024年公開のアメリカ合衆国のスリラー映画。
DCコミックス「バットマン」 シリーズに登場するスーパーヴィラン・ジョーカーを描いた2019年の映画『ジョーカー』の続編。前作に続いてトッド・フィリップスが監督し、ホアキン・フェニックスがジョーカーを演じるほか、ハーレイ・クイン役でレディー・ガガが出演する。IMAX、Dolby Cinema、ScreenX、4D、ULTRA 4DXのラージフォーマットで上映。
タイトルの「Folie à Deux」（フォリ・ア・ドゥ）はフランス語で「二人狂い」という意味で、一人の妄想がもう一人に感染し、複数人で同じ妄想を共有する精神障害のこと。
米MPAが「全編を通じた激しい暴力描写や言葉遣い、複数の性的描写、わずかな全裸描写」のためR指定作品となることを発表した。なお、日本では前作とは異なりPG12指定での公開となる。

## ストーリー
オープニングでは、自分の暴力的な影の犯した行為が原因で警官から痛めつけられるジョーカーが、短編のアニメーション『俺と俺の影』で描かれる。
2年前の事件の後、アーサー・フレックはアーカム州立病院に収容中である。アーサーの弁護士は、ジョーカーはアーサーの別人格であるとし、彼の凶行は解離性同一性障害が原因のものだったと裁判で主張するつもりでいる。アーサーは病院の音楽療法の集まりでハーレイ・“リー”・クインゼルと出会う。アーサーの近所に住んでいたというリーは、病院に入れられたのは実家に火をつけたからだと言い、また彼の犯罪行為を称賛する。
病院内での映画上映の最中に火事を起こしたリーはアーサーを連れて逃げそうとするが捕まり、彼は独房に入れられてしまう。リーは独房に忍び込み、彼女がアーサーに"感化"されないように家に戻されてしまうと告げ、その後二人は性交をする。テレビのインタビューを受けたアーサーは、既に退院したリーに向けて、カメラ越しに歌いかける。
裁判が始まり、地方検事補のハービー・デントはアーサーの心神喪失の主張を退ける。休憩中、アーサーは弁護士からリーが彼に語った生い立ちは嘘で、収容も自主的なものだったと明かされる。リーはそのことをアーサーに近づくためについた嘘だと認め、さらには自分が妊娠したこと、二人で暮らすために彼の昔のアパートメントに引っ越したことを告げる。
裁判の2日目にアーサーは弁護士を解雇し、本人訴訟を始める。アーサーは法廷で病院の看守達のことを罵るが、病院に戻された後、そのことで看守達から暴行を受ける。交流のあった収容者が抗議の声を上げるが、彼は看守に殺されてしまう。翌日、打ちひしがれたアーサーは最終弁論で「ジョーカーはいない」と責任を認めるが、リーはそのことに憤り法廷を出ていってしまう。陪審長がアーサーに有罪を宣告している最中、裁判所の外で爆発した自動車爆弾が法廷の壁を吹き飛ばす。多くの死傷者が出る大混乱に乗じて逃げ出したアーサーは、道化師の格好をした支持者に助けられるも、彼らが自分をジョーカーとしか見ていないことに気づき、一人で走り去る。
街を彷徨った末に、アーサーは以前の家の近くでリーに出会うが、ジョーカーを捨てた彼を彼女は拒絶して去ってしまう。アーサーは再度逮捕され、病院に戻される。ある日、面会があると呼ばれたアーサーは、道中の通路で近づいてきた若い収容者に腹部を何度も刺される。大量の血を流しながら倒れ込んだアーサーは、リーとのステージを夢想しながら事切れてゆく。
そして、アーサーを刺したその収容者は、笑いながら自身の口を切り裂きだすのだった。

## 登場人物 / キャスト

### 主人公
アーサー・フレック / ジョーカー
演 - ホアキン・フェニックス、日本語吹替 - 平田広明
かつてスタンダップコメディアンを目指していた元道化師であり犯罪者の男。自分の意思に関係なく突然笑いだしてしまう病気を患っている。

### アーカム州立病院

#### 患者
ハーレイ・“リー”・クインゼル
演 - レディー・ガガ、日本語吹替 - 村中知
アーカム州立病院の音楽療法に参加していた女性。アーサーと出会い、彼と致命的な恋愛関係を築くこととなる。
リッキー・メリーネ
演 - ジェイコブ・ロフランド、日本語吹替 - 上村祐翔
アーカム内で唯一アーサーを支持する男。
若い収容者
演 - コナー・ストーリー、日本語吹替 - 福西勝也

#### 看守
ジャッキー・サリヴァン
演 - ブレンダン・グリーソン、日本語吹替 - 斎藤志郎
アーカム州立病院の看守。収容者を虐待し、アーサーを玩具にして散々な目にあわす。

### アーサー・フレック裁判の関係者
メアリーアン・スチュワート
演 - キャサリン・キーナー、日本語吹替 - 塩田朋子
アーサーの弁護士。死刑回避のため一連の事件をアーサーの精神病の悪化による二重人格から起こった事とし、責任能力の有無をデントと争うこととなる。
ハービー・デント
演 - ハリー・ローティー、日本語吹替 - 山田裕貴
アーサーを起訴したゴッサム・シティの地方検事補。出世を狙っており、アーサーを死刑にしようと精神面の問題を争点に、責任能力の有無でメアリーアンと対立する。
ソフィー・デュモン
演 - ザジー・ビーツ、日本語吹替 - 種市桃子
アーサーが恋愛関係を妄想していたシングルマザーであり元隣人。
ゲイリー・パドルズ
演 - リー・ギル、日本語吹替 - 越後屋コースケ
アーサーの元同僚の道化師。
ハーマン・ロスワックス
演 - ビル・スミトロヴィッチ、日本語吹替 - 角野卓造
アーサー・フレック裁判の裁判長。

### その他
パディ・マイヤーズ
演 - スティーヴ・クーガン、日本語吹替 - 木下浩之
アーサーにインタビューをするテレビパーソナリティ。
ヴィクター・ルー博士
演 - ケン・レオン、日本語吹替 - 前田一世
デブラ・ケーン
演 - シャロン・ワシントン、日本語吹替 - 伊沢磨紀
アーサーを担当していた民生委員。

## ホームメディア
DISCの販売とネットの配信が行われている。
- 『【初回仕様】ジョーカー:フォリ・ア・ドゥ』<4K ULTRA+Blu-rayセット>(2枚組/ペーパープレミアム付) 発売日：2025年3月5日
- 『【初回仕様】ジョーカー:フォリ・ア・ドゥ』<Blu-ray+DVDセット>(2枚組/ペーパープレミアム付) 発売日：2025年3月5日
- 『ジョーカー:フォリ・ア・ドゥ』Blu-ray+DVDセット(2枚組) 発売日：2025年3月5日
- 『ジョーカー:フォリ・ア・ドゥ』デジタル配信 配信日：2024年12月6日

## 受賞・ノミネート
| 映画賞                       | 授賞日        | 部門                               | 対象                                      | 結果       | 出典          |
| ---------------------------- | ------------- | ---------------------------------- | ----------------------------------------- | ---------- | ------------- |
| 第45回ゴールデンラズベリー賞 | 2025年2月28日 | 最低作品賞                         | 『ジョーカー:フォリ・ア・ドゥ』           | ノミネート | [ 19 ] [ 20 ] |
| 第45回ゴールデンラズベリー賞 | 2025年2月28日 | 最低監督賞                         | トッド・フィリップス                      | ノミネート | [ 19 ] [ 20 ] |
| 第45回ゴールデンラズベリー賞 | 2025年2月28日 | 最低主演男優賞                     | ホアキン・フェニックス                    | ノミネート | [ 19 ] [ 20 ] |
| 第45回ゴールデンラズベリー賞 | 2025年2月28日 | 最低主演女優賞                     | レディー・ガガ                            | ノミネート | [ 19 ] [ 20 ] |
| 第45回ゴールデンラズベリー賞 | 2025年2月28日 | 最低スクリーンコンボ賞             | ホアキン・フェニックス レディー・ガガ     | 受賞       | [ 19 ] [ 20 ] |
| 第45回ゴールデンラズベリー賞 | 2025年2月28日 | 最低前日譚・リメイク・盗作・続編賞 | 『ジョーカー:フォリ・ア・ドゥ』           | 受賞       | [ 19 ] [ 20 ] |
| 第45回ゴールデンラズベリー賞 | 2025年2月28日 | 最低脚本賞                         | スコット・シルヴァー トッド・フィリップス | ノミネート | [ 19 ] [ 20 ] |